# Diplopathes
Diplopathes — рід коралових поліпів родини Schizopathidae ряду антипатарій (Antipatharia). Запропонований у 2022 році. Включає три види.

## Поширення
Рід поширений у південно-західній частині Тихого океану та в Антарктиці.

## Опис
Представники роду зовні нагадує Telopathes тим, що він розгалужений і має прості двосторонні пір'я, але відрізняється чітко почергово розташованими пір'ям і малими поліпами діаметром до 4 мм. Аналіз мітохондріальної ДНК помістив Diplopathes і Telopathes в окремі клади в Schizopathidae, таким чином підтверджуючи значення, здавалося б, тонких анатомічних відмінностей. Види: Diplopathes antarctica з рідкісним розгалуженням, перистоподібними перистами до 7 см завдовжки та поліпаровими шипами до 0,045 мм заввишки; Diplopathes multipinnata з густим розгалуженням, перистоподібними перистами до 3 см завдовжки і поліпарними колючками до 0,1 мм заввишки; і  Diplopathes tuatoruensis з дуже рідкісним розгалуженням, перистоподібними перистами до 10 см завдовжки і поліпарними шипами до 0,1 мм.